# Летательный аппарат
Лета́тельный аппара́т (сокр. ЛА) — общее название устройства (аппарата) для полётов в атмосфере или космическом пространстве. Представляет собой транспортное средство.

## Выбор критерия

### Принцип полёта
Принцип полёта — понятие, определяющее категорию основных физических законов, которые приняты для описания движения заданного летающего объекта в заданных условиях полёта.
Принцип полёта определяется тем, каким образом и за счёт чего создаётся подъёмная сила. В настоящее время техническое значение имеют следующие принципы полёта, в которых подъёмная сила определяется:
- аэростатический — Архимедовой силой, равной силе тяжести вытесненной телом массы воздуха;
- аэродинамический — подъёмная сила создаётся через силовое взаимодействие движущегося сквозь воздушную среду[2] летательного аппарата[3]. Таким образом, сила тяжести преодолевается благодаря аэродинамической силе, как силе реакции на отбрасывание вниз части воздуха, обтекающего несущие поверхности летательного аппарата[4].
- инерционный — силой инерции летящего тела за счёт начального запаса скорости или высоты, поэтому такой полёт называют также пассивным;
- ракетодинамический — реактивной силой за счёт отбрасывания части массы летящего тела. В соответствии с законом сохранения импульса системы возникает движение при отделении от тела с какой-либо скоростью некоторой части его массы;
- В безвоздушном пространстве летательный аппарат может совершать инерциальный полёт или на других физических принципах (например, с помощью солнечного паруса, на площадь которого оказывает давление звёздный ветер, либо получением ускорения после витка между относительно массивными планетами, выполнив гравитационный манёвр (см. Вояджер-2).

## Классификация
Классификаций летательных аппаратов основывают на разных принципах. Далее не рассматриваются классификации, например, по типу используемого двигателя, или по назначению ЛА, которые по существу не являются классификациями собственно летательных аппаратов, а в действительности классифицируют двигатели, или полезную нагрузку летательных аппаратов, которая может относиться практически к любой отрасли техники, науки и хозяйственной деятельности. Не рассматриваются также и вырожденные классификации (состоящие всего из двух подразделений, например, пилотируемые — беспилотные).
Здесь представлена классификация летательных аппаратов по техническому способу выполнения полёта — перемещения в пространстве без непосредственной опоры на твёрдые тела или на жидкую среду.
По этому способу летательные аппараты подразделяются на:
- 1. Аппараты, движущиеся в гравитационном поле Земли[6], в полёте преодолевающие силу её тяготения. По способу создания силы, уравновешивающей силу тяготения эти аппараты подразделяются на:
  - 1.1. Аэростатические, или аппараты «легче воздуха», поднимаемые в атмосферный полёт архимедовой силой за счёт баллона (оболочки), наполненного газом (в том числе, нагретым воздухом), плотность которого ниже плотности атмосферного воздуха, или применением вакуумированной оболочки (Вакуумный дирижабль)[7]. По способу передвижения эти аппараты подразделяются на:
    - 1.1.1. Аэростаты, не имеющие средств целенаправленного передвижения в горизонтальной плоскости и перемещающиеся в ней по ветру.
    - 1.1.2. Дирижабли, имеющие двигатель (двигатели) и средства управления для целенаправленного передвижения по вертикали (вверх или вниз) и в горизонтальной плоскости.

  - 1.2. Аэродинамические — аппараты, поддерживаемые в атмосферном полёте аэродинамической подъёмной силой, возникающей за счёт быстрого движения в воздухе самого аппарата или его частей. Подразделяются на:
    - 1.2.1. Моторные, приводимые в движение двигателем. Подразделяются на:
      - 1.2.1.1. Аппараты с активным управлением течения пограничного слоя, такие как ЭКИП, с вихревой системой управления течением в пограничном слое.
      - 1.2.1.2. Аппараты с неуправляемым течением пограничного слоя
        - 1.2.1.2.1. Вертолёты (геликоптеры), подъёмная сила которых создаётся воздушным винтом, вращаемым двигателем вокруг вертикальной оси.
        - 1.2.1.2.2. Крылатые аппараты, подъёмная сила которых создаётся за счёт ненулевого аэродинамического качества аппарата при его движении в атмосфере. Подразделяются на:
          - 1.2.1.2.2.1. Крылатые аппараты с неподвижным (относительно аппарата) крылом: самолёты[8], крылатые ракеты[9], экранолёты, экранопланы, мотодельтапланы, парамоторы.
          - 1.2.1.2.2.2. Крылатые аппараты, с подвижным крылом. К ним относятся:
            - 1.2.1.2.2.2.1. Автожиры[10], крыло которых свободно вращается вокруг вертикальной оси под воздействием набегающего в горизонтальном полёте воздуха.
            - 1.2.1.2.2.2.2. Махолёты, крыло которых помимо создания подъёмной силы выполняет функцию движителя в горизонтальном полёте.

        - 1.2.1.2.3. Винтокрылы. Аппараты, совмещающие способ (1.2.1.2.1) при отрыве от земли и наборе высоты, подобно вертолётам, со способом как у аппаратов c неподвижным относительно аппарата крылом 1.2.1.2.2.1, в горизонтальном полёте развивающие подъёмную силу крылом, как самолёты, при этом винт, ось которого поворачивается в горизонтальное положение, играет роль движителя в горизонтальном полёте.

    - 1.2.2. Безмоторные аэродинамические аппараты, движущиеся в атмосфере с постепенным снижением[11] под комбинированным воздействием силы тяжести и аэродинамических сил.
      - 1.2.2.1. Планёры, дельтапланы, Жесткокрылы, парапланы.
      - 1.2.2.2. Парашюты.
      - 1.2.2.3. Спускаемые аппараты космических кораблей.

  - 1.3 Самолёты с аэростатической разгрузкой — подобные БАРС (ЛА) , у которого около 80 % подъёмной силы самолёта достигается за счёт баллона с гелием, а скорость до 300 км/ч обеспечивают маршевые двигатели.
  - 1.4. Инерционные. Движущиеся в поле тяготения Земли по инерции за счёт скорости, сообщённой им на активном участке траектории ракетным двигателем. Подразделяются на:
    - 1.4.1. Головные части баллистических ракет[12], движущиеся по баллистическим траекториям.
    - 1.4.2. Искусственные спутники Земли и орбитальные космические станции, движущиеся в космическом пространстве вокруг Земли по замкнутым орбитам.

  - 1.5. Ракетные — аппараты, преодолевающие силу тяготения без взаимодействия с атмосферой, за счёт тяги ракетного двигателя, направленной вертикально вверх, или имеющей достаточную вертикальную составляющую. Такой способ полёта используется на активном участке траектории баллистическими ракетами и ракетами-носителями космических аппаратов.
  - 1.6 Аппараты на воздушной подушке, удерживающиеся над землёй или над водой за счёт повышенного давления воздуха, создаваемого компрессором между днищем аппарата и твёрдой или водной поверхностью[13].
- 2. Аппараты свободного полёта, перемещающиеся в космическом пространстве, в отсутствие значительных гравитационных полей планет. К ним относятся межпланетные зонды.